# Vix (Côte-d’Or)
Vix ist eine französische Gemeinde mit 96 Einwohnern (Stand 1. Januar 2022) bei Châtillon-sur-Seine im Département Côte-d’Or in der Region Bourgogne-Franche-Comté.

## Bevölkerungsentwicklung
| Jahr                       | 1962 | 1968 | 1975 | 1982 | 1990 | 1999 | 2006 | 2016 |
| Einwohner                  | 92   | 85   | 85   | 81   | 95   | 107  | 112  | 108  |
| Quellen: Cassini und INSEE |      |      |      |      |      |      |      |      |

## Sehenswürdigkeiten
Im frühkeltischen Grab der Fürstin von Vix (um 500 v. Chr.) war eine Frau mit goldenem Diadem und reichen Beigaben (u. a. griechischer Bronzekrater mit Relieffries, bronzener Mischkessel) bestattet.

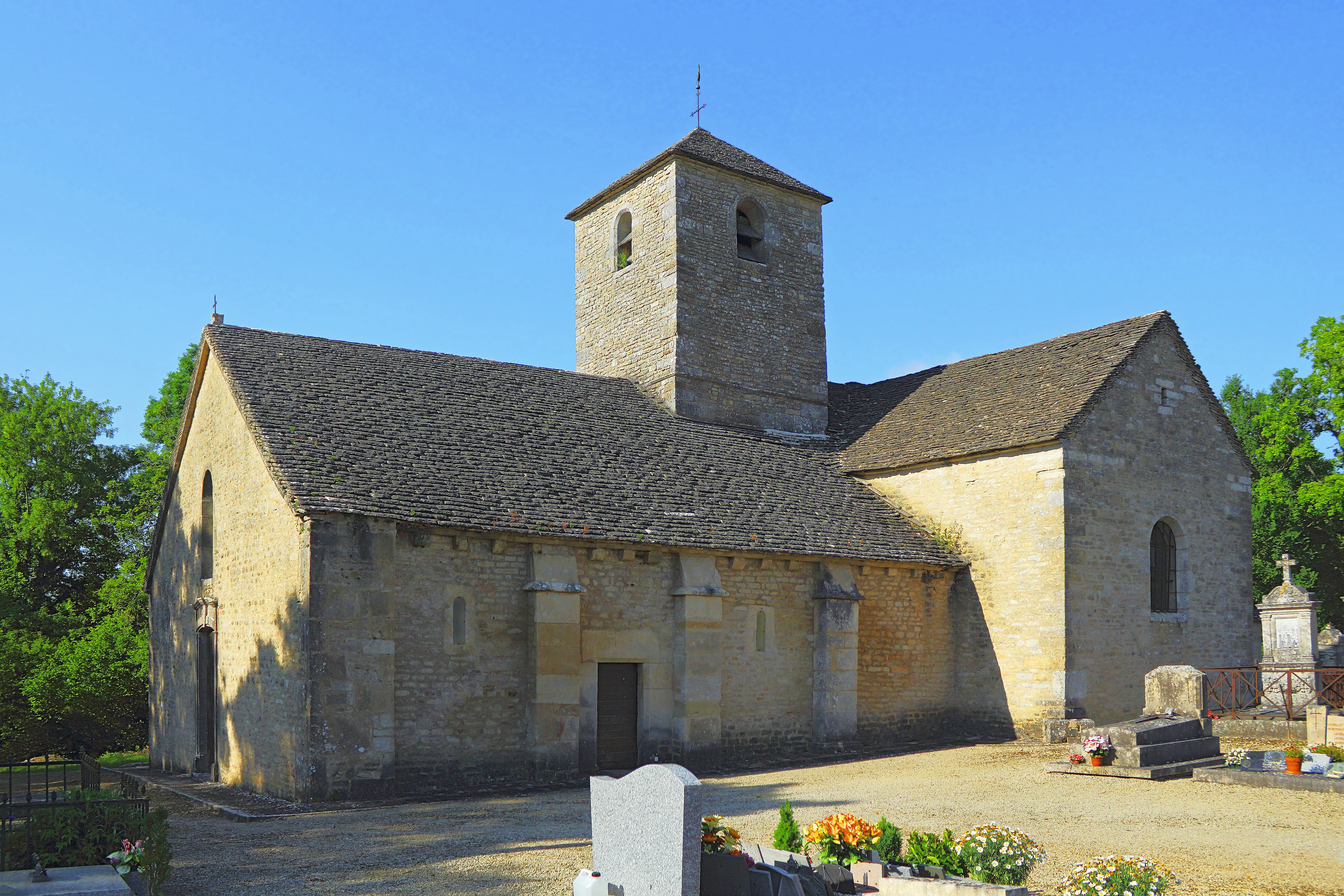
Kirche Saint-Marcel
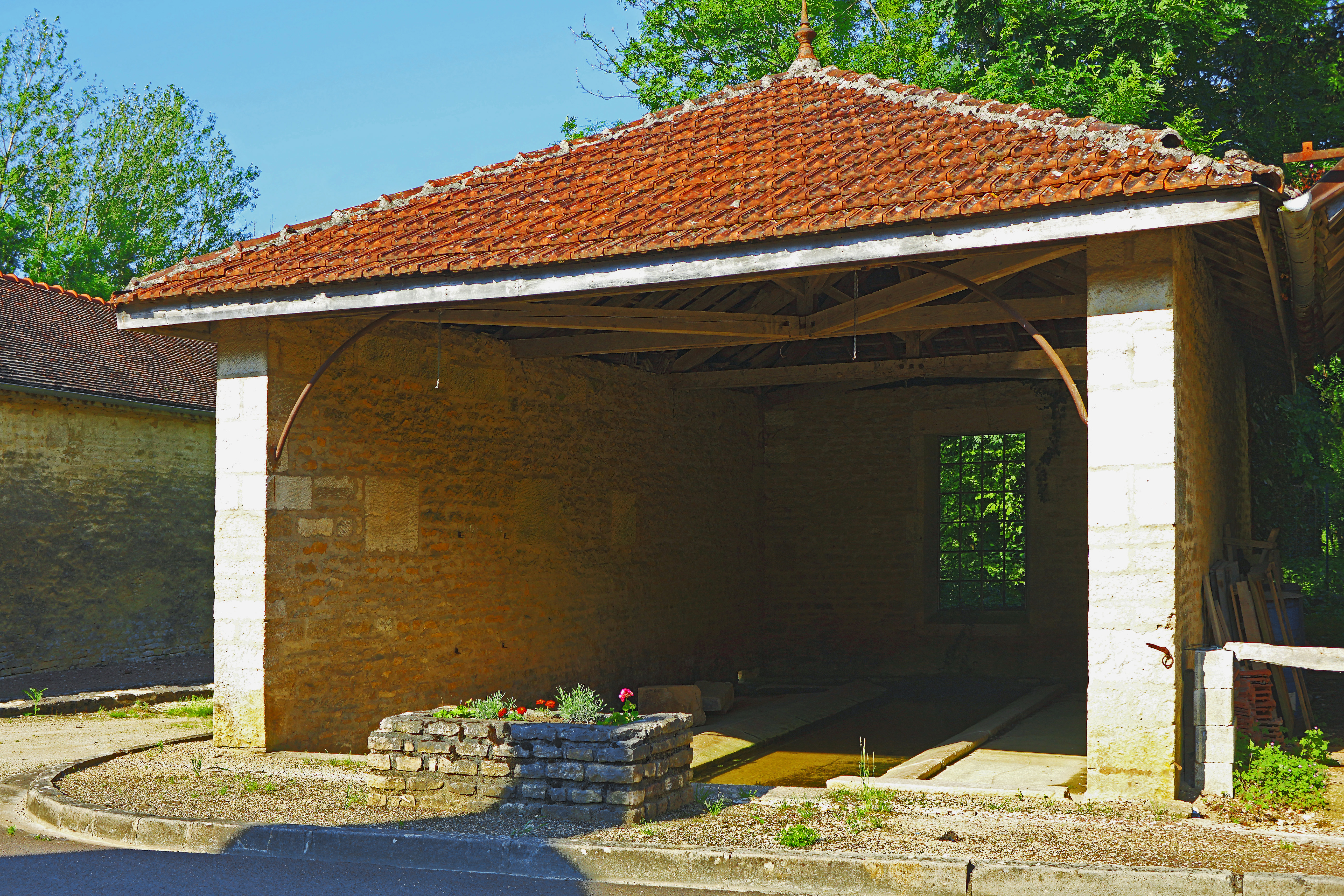
Lavoir
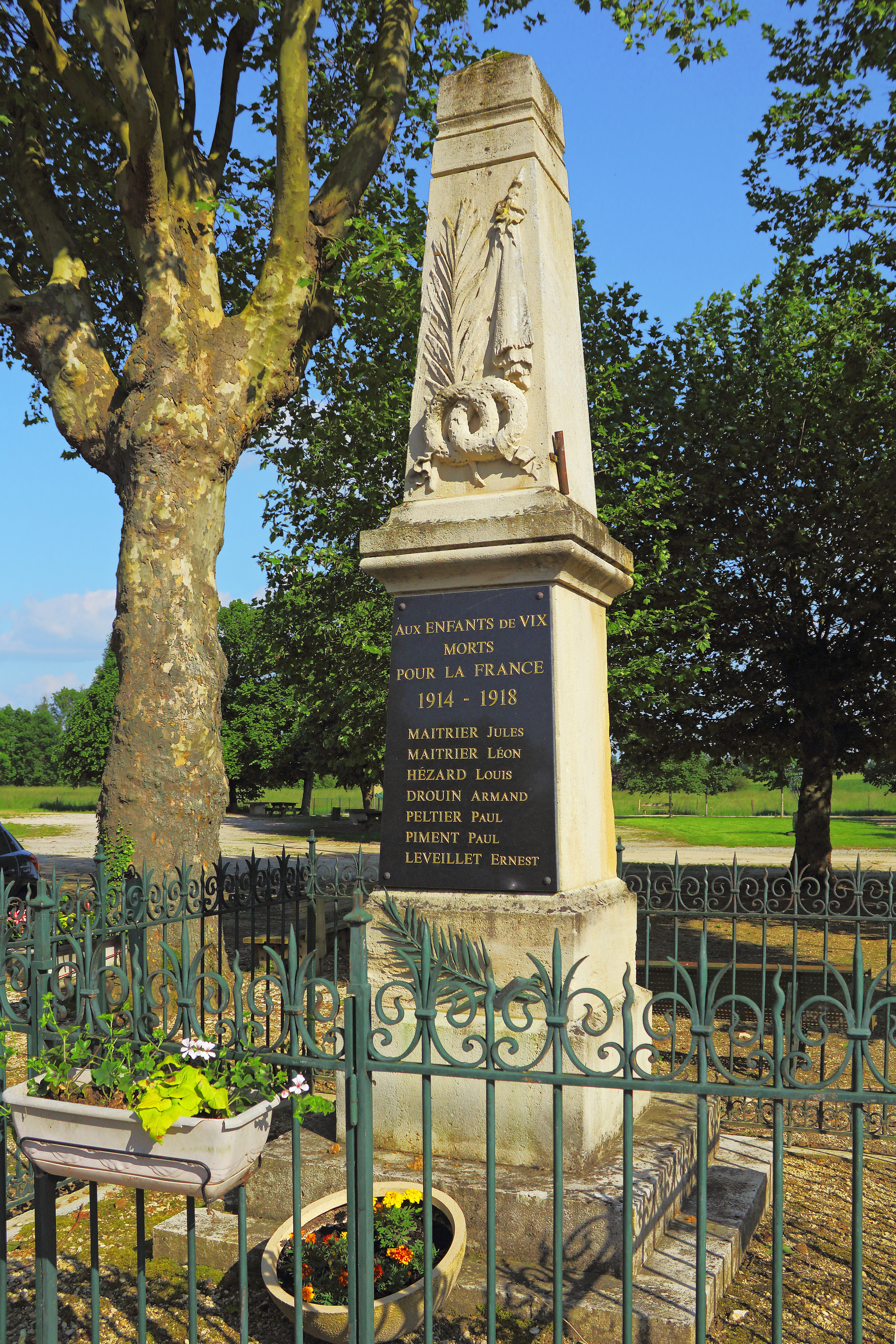
Gefallenendenkmal
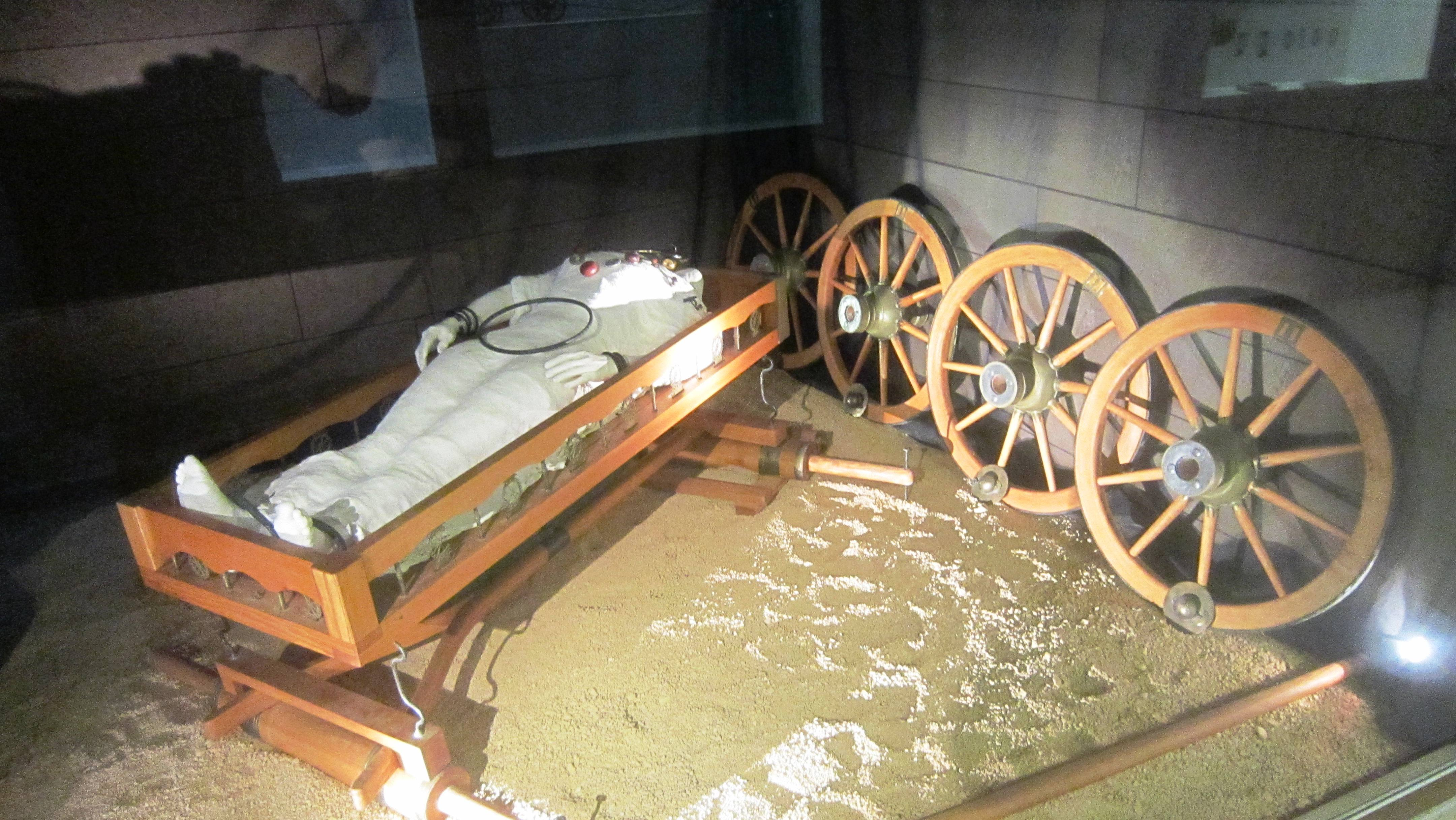
Grab der Fürstin von Vix